# 545 Messalina
545 Messalina
545 Messalina là một tiểu hành tinh ở vành đai chính. Nó được Paul Götz phát hiện ngày 3.10.1904 ở Heidelberg, và được đặt theo tên (Valeria) Messalina, vợ của hoàng đế Claudius của đế quốc La Mã.